# Fantasmas (Star Trek: La nueva generación)
"Fantasmas" es el sexto episodio de la séptima temporada de Star Trek: La nueva generación, en que se revisita el tema de en que Data aprende a soñar, presentado por primera vez en el episodio Derechos de nacimiento.

## Trama
Data ve a tres trabajadores destruyendo un conducto de plasma warp. Él les dice que se detengan, después de que él habla, emite un sonido de alta intensidad usando su boca. Los trabajadores le dicen que se calle, luego lo atacan y lo desmiembran extremidad por extremidad. Cuando la cabeza de Data es violentamente arrancada, él despierta bruscamente en su cama.
La USS Enterprise D está dejando una base estelar después de instalar un nuevo núcleo warp. El capitán Picard ha sido invitado al banquete anual de la Flota Estelar en la base estelar 219 y dice que, después de seis años, finalmente se ha quedado sin excusas para evitar asistir al aburrido evento.
Mientras, en ingeniería, Data no puede dejar de comentar su pesadilla. En los nueve meses desde que él ha activado el programa de sueños, él ha tenido 111 sueños, pero solo uno que él puede llamar pesadilla. Geordi le asegura que las pesadillas son normales y ser preocupados por una de ella es parte de la experiencia de ser humano. Geordi y Data intentan activar el nuevo motor warp, pero se encuentran con problemas y la Enterprise es retrasada por varias horas.
En su habitación, Data observa a su gato Spot durmiendo y se pregunta en qué estará soñando. La consejera Troi visita a Data para conversar acerca de sus pesadillas y le anima a continuar con su programa de sueños.
Data sueña. Él se encuentra en Ten Forward, y Worf está cerca de él, disfrutando de un pedazo de pastel. “Es un pastel de péptido celular”, dice Worf, “con cubierta de menta. ¿Quieres un bocado?”, Data declina, y su atención se dirige a la dra. Crusher y Riker. Riker tiene una pajilla saliendo desde su cabeza, y Crusher está bebiendo algo desde allí. Al mismo tiempo hay un teléfono sonando en el fondo. “¿No van a responder eso?” Riker pregunta. Los trabajadores también están allí, y Data nuevamente emite el grito agudo. Ellos le dicen que se calle y Data cierre su boca. Uno de ellos le pasa un cuchillo y él corta un pastel en la forma de la consejera Troi. Troi le ruega que se detenga, pero él no lo hace.
Troi, Worf, y Georgi despiertan a Data y le cuentan que él se ha quedado dormido. “Eso no es posible”, él dice, pero sin embargo eso es precisamente lo que ha sucedido. Geordi supone que eso quizás es parte del programa, que se supone que Data se quede dormido algunas veces, como parte de su experiencia humana. Geordi le pregunta acerca de los sueños de Data y le comenta que las imágenes deben haber sido extrañas. “Extraño”, dice Data, “no es suficiente adjetivo para describir la experiencia”.
Data consulta una representación holográfica de Sigmund Freud en la holocubierta pero, después de que psicólogo explica la situación con una teoría irrelevante (diciendo que las pesadillas de Data está relacionadas al deseo por su madre, aunque Data no tiene madre), Data lo abandona.
El almirante Nakamura llama a la Enterprise, demandando un aviso de cuándo Picard llegará al banquete. El capitán le asegura que él llegará a tiempo. Poco después Geordi y Data tratan nuevamente de activar el motor warp, pero esto no funciona ya que surge otro problema dejando a la Enterprise a la deriva.
En ingeniería, Data ve una imagen ilusoria mientras está despierto. El ve una "boca" en la nuca de Geordi, y la herramienta que él sostiene en su mano se parece al cuchillo con él cortó el "pastel de péptido celular". Él escucha un el teléfono sonando nuevamente y Riker aparece nuevamente con un pajilla saliendo desde su cabeza, y le ordena a Data "responderlo". Data abre su propio pecho y toma el auricular. “¿Hola?” pregunta. “Mátalos. Debes matarlos a todos antes de que sea demasiado tarde”. Es la voz de Freud. Data "despierta" y se pregunta cómo es posible que él esté soñando despierto. Más tarde, Data ataca a Troi con un cuchillo en un turboascensor. Riker y Worf los encuentran. Data dice que el vio otra boca en el hombro de Troi, y que él tuvo un incontrolable deseo de eliminarla, él es confinado a su habitación, que él reconoce como una sabia medida. (Después de que Worf escolta a Data a su habitación, él le pide un favor personal, que Worf se lleve el gato de Data a su habitación para ponerlo a salvo).
La dra. Crusher atiende las heridas de Troi y descubre una criatura en el hombro. Crusher concluye que la Enterprise está infectada con organismos interfásicos (IP) que se están alimentando de los péptidos celulares de las células de la tripulación. Cada persona que ella examina tiene una criatura pegada a alguna parte de su cuerpo, y estas criaturas solo pueden verse con la luz de un escáner IP. La tripulación no sabe cómo destruir a las criaturas pero, si ellos no lo hacen las células de sus cuerpos se desintegrarán. Picard piensa que las criaturas pueden estar conectadas al extraño comportamiento de Data ya que sus localizaciones corresponden a los objetos del sueño de Data. (La de Riker está en su cabeza, el mismo lugar donde previamente Data había "soñado" que estaba la pajilla). Ellos deciden conectar a Data a la holocubierta, para así poder observar su sueño.
Una vez allí, Geordi y Picard observan a Data, quien nuevamente se halla en Ten Forward, y luego en la oficina de Sigmund Freud. Tres obreros también están allí, nuevamente desmantelando un conducto de plasma (que Geordi reconoce como el que fue recientemente reemplazado con el Nuevo núcleo warp). Data hace un chillido que los inmoviliza. Data despierta y dice que él sabe cómo deshacerse de los parásitos. Él reconfigura su cerebro para emitir un pulso interfásico que mata a las criaturas.
Geordi explica que el nuevo núcleo warp debe haber estado infestado con organismos interfásicos, y es por eso que ellos tuvieron tantos problemas para inicializarlo. Para solucionar eso tendrá que construir un nuevo conducto, lo que demorará por lo menos seis horas, lo que significa que Picard nuevamente no asistirá nuevamente al banquete del almirante.
Troi visita a Data y le lleva un pastel con la forma del androide. “Me pregunto que hubiera dicho el Doctor Freud acerca del simbolismo de devorarse a uno mismo,” dice Data. A lo que Troi sonriendo le responde “Data, algunas veces un pastel es solo un pastel”.